# Кинематограф Хорватии
Кинематограф Хорватии — один из видов художественного творчества в Хорватии, национальный стиль и способ подачи кинематографического материала, а также экономические взаимоотношения, связанные с процессом производства и прокатом созданных произведений. Находится в преемственной творческой связи с кинематографом Югославии после распада этой страны.

## История

### Начало XX века
Хотя кинофильмы появились в Хорватии сравнительно рано, в начале XX века кинематограф оставался исключительно прерогативой нескольких энтузиастов-любителей, в первую очередь Йосипа Карамана в Сплите и позднее Октавияна Милетича в Загребе. В 1907 году в Загребе появился первый постоянный кинотеатр.
Йосип Халла снимал ранние хорватские документальные фильмы в 1911—1912 годах (Plitvice, Sinjska alka). Первым игровым фильмом стала лента Брчко в Загребе (хорв. Brcko u Zagrebu), снятая в 1917 году режиссёром Арсеном Маасом. Затем в том же году был выпущен фильм Матия Губец режиссёра Ацы Бинички. Ни один из этих фильмов не сохранился до нынешних времён В 1918 году Croatia film дополнительно выпустила ещё 5 кинолент, все они были сняты Йосипом Халлой. после чего владелец кинокомпании ликвидировал её.
Хорватии не хватало политической и экономической инфраструктуры для развития собственной киноиндустрии. Наиболее серьезные усилия в этом направлении до начала Второй мировой войны были сделаны Škola narodnog zdravlja, выпустившей ряд учебных фильмов.

### Вторая мировая война
Новый этап в хорватском кинематографе ознаменовался провозглашением марионеточного Независимого государства Хорватия в 1941 году. Режим усташей быстро осознал необходимость в современных пропагандистских инструментах по образцу тех, которые использовались в нацистской Германии и фашистской Италии. После серьёзного лоббирования, а также технической и материальной помощи со стороны этих двух стран в конце 1941 года появились первые пропагандистские фильмы хорватских режиссёров. Так Бранко Марьянович в 1943 году снял документальный фильм Стража на Дрине (хорв. Straža na Drini), позже получивший награду на Венецианском кинофестивале. После упразднения Независимого государства Хорватия в 1945 году Иосип Броз Тито и его коммунистический режим также ценили важность кинематографа и решили построить свою собственную киноиндустрию. Многие кинематографисты, работавшие при усташах, сочувствовали партизанской стороне. Таким образом технические средства и специалисты, работавшие во время войны на усташскую пропаганду , были унаследованы коммунистическим режимом. Результатом такой политики стало быстрое развитие хорватской киноиндустрии после войны, хотя изначально она находилась под юрисдикцией федерального правительства в Белграде .

### Первая золотая эра: конец 1950-х годов
Наивысший пик в своём развитии хорватский кинематограф достигает в конце 1950-х годов, когда хорватские фильмы выделялись на фоне тогда всё ещё молодой югославской киноиндустрии. Одним из самых выдающихся режиссёров той эпохи был Бранко Бауэр, уроженец Дубровника, самым известным фильмом которого была картина 1956 года Не оглядывайся, сынок (хорв. Ne okreći se sine). Она была снята по мотивам фильма Выбывший из игры британского режиссёра Кэрола Рида, в ней описывается судьба беглеца из лагеря усташей, прибывшего в Загреб, чтобы найти своего сына. Отец понимает, что ребёнок находится в спецприёмнике усташей, которые полностью промыли ему мозги ненавистью к сербам, евреям и коммунистам. Герой стремится оставить Загреб вместе со своим сыном, при этом всю дорогу он обманывают его о цели их пути. Среди других фильмов Бауэра выделяется Три Анны (хорв. Tri Ane), произведённого в Македонии. Сюжет картины рассказывает об отце, узнавшем, что его дочь, предположительно убитая на войне, может быть выжила и выросла. Фильм Бауэра Лицом к лицу (хорв. Licem u lice) 1962 года рассказывает историю о коррумпированном директоре строительной компании, который сталкивается с революционно настроенным рабочим во время заседания коммунистической партийной ячейки. Эта картина рассматривается как первый откровенно политической фильма в Югославии.
Других известным классиком хорватского и югославского кинематографа конца 1950-х годов является режиссёр Никола Танхофер. Его наиболее известным фильмом стал H-8 (1958 год), представлявший собой реконструкцию реального дорожно-транспортного происшествия, когда несколько пассажиров в междугородном автобусе по маршруту Загреб—Белград погибли, а водитель автомобиля, виновник аварии, сбежал.
В этот же период, два хорватских фильма были среди номинантов на премию «Оскар» за лучший фильм на иностранном языке: Дорога длиною в год (хорв. Cesta duga godinu dana) итальянского режиссёра Джузеппе де Сантиса (1958 год) и Девятый круг (хорв. Deveti krug) словенского режиссёра Франце Штиглица (1960 год).

### Модернизм
В 1960-х годах хорватский кинематограф испытывал влияние модернизма. Первым таким модернистским фильмом стал Прометей с острова Вишевице (хорв. Prometej s otoka Viševice) 1965 года, снятым бывшим карикатуристом Ватрославом Мимицей. В фильме рассказывается о ветеране партизанского движения и коммунистическом руководителе, едущим на родной остров и встречающего призраки послевоенного прошлого. Среди других известных хорватских образцов модернизма в кино можно назвать картины Рондо (хорв. Rondo) Звонимира Берковича (1965 год) и Бреза (хорв. Breza) Анте Бабаи.
Наиболее же популярными фильмами того времени были комедии Крешо Голика, самой известной из которых была музыкальная комедия Кто поёт – дурно не думает (хорв. Tko pjeva zlo ne misli), чьё действие происходит в 1930-е годы в Загребе. Хорватские режиссёры также принимали участие в пан-югославском "черной волны", хотя лучшие авторы и фильмы этого движения происходили из Сербии. Самые известным хорватским образцом "черной волны" стал фильм Наручники (хорв. Lisice) Крсто Папича (1969 год).
Фильм 1969 года Битва на Неретве хорватского режиссёра Велько Булайича стал самым высокобюджетным фильмом в истории кинематографа Югославии.
В начале 1970-х годов после югославских конституционных изменений, Хорватия получила больше автономии в управлении своей культурной жизни. Однако это не сказалось в лучшую сторону на хорватском кинематографе. После Хорватской весны хорватские коммунистические власти в 1970-е годы выступали за ужесточение контроля над фильмами. В результате, общее качество хорватских фильмов стало заметно ниже.

## Хорваты в мировом кинематографе
Многие хорваты стали известны в мировом кинематографе. Среди них выделяются актёр Раде Шербеджия, звезда телесериала Скорая помощь Горан Вишнич, продюсер фильма Список Шиндлера Бранко Лустиг и актриса Мира Фурлан, известная по ролям в сериалах Вавилон-5 и Остаться в живых. Кроме того, хорватские корни имеют знаменитый актёр Джон Малкович и уроженец Австралии Эрик Бана.

## Хорватские кинофестивали
- Кинофестиваль в Пуле
- Мотовунский кинофестиваль
- Загребский кинофестиваль
- ZagrebDox
- Сплитский кинофестиваль

## Лучшие фильмы
- Список фильмов Хорватии, которые в различные годы были выдвинуты на премию «Оскар» за лучший фильм на иностранном языке (в финальный тур не проходили):

1992 год «Притча из Хорватии» / Priča iz Hrvatske / Крсто Папич
1993 год «Графиня Дора» / Kontesa Dora / Звонимир Беркович
1994 год «Вуковар: путь домой» / Vukovar se vraća kući / Бранко Шмидт
1995 год «Промытые» / Isprani / Зринко Огреста
1996 год «Наусикая» / Nausikaja / Вицко Руич
1997 год «Лапиш — маленький башмачник» / Čudnovate zgode šegrta Hlapića / Милан Блажекович
1998 год «Трансатлантик» / Transatlantic / Младен Юран
1999 год «Красная пыль» / Crvena prašina / Зринко Огреста
2000 год «Маршал» / Maršal / Винко Брешан
2001 год «Королева ночи» / Kraljica noći / Бранко Шмидт
2002 год «Милые мёртвые девочки» / Fine mrtve djevojke / Далибор Матанич
2003 год «Свидетели» / Svjedoci / Винко Брешан
2004 год «Долгая мрачная ночь» / Duga mračna noć / Антун Врдоляк
2005 год «Дивная ночь в Сплите» / Ta divna splitska noć / Арсен Антон Остойич
2006 год «Свобода» / Libertas / Велько Булайич
2007 год «Армин» / Armin / Огнен Свиличич
2008 год «Ничей сын» / Ničiji sin / Арсен Антон Остойич
2009 год «Осёл»/ Kenjac / Антонио Нуич
2010 год «Чёрные» / Crnci / Горан Девич и Звонимир Юрич
2011 год «72 дня» / Sedamdeset i dva dana / Данило Шербеджия
2012 год «Людоед-вегетарианец»/ Ljudožder vegetarijanac / Бранко Шмидт
2013 год «Путь Халимы» / Halimin put / Арсен Антон Остойич
2014 год «Ковбои» / Kauboji / Томислав Мршич